# 二战时期的芬兰
芬蘭共和國（芬蘭語：Suomen tasavalta）是自1919年芬蘭王國廢除君主制以來成立的共和制國家。在1919年至1947年的這段期間，芬蘭歷經了戰間期的內部動盪與大蕭條的經濟危機，此外也參與了第二次世界大戰，成為芬蘭歷史上最為混亂的一個時期，在1947年2月10日簽署的《巴黎和平條約》中認為，芬蘭是大德意志國阿道夫·希特勒的盟友，因此要求芬蘭必須負擔部分責任。

## 歷史

### 背景
1917年，俄國革命爆發，由於俄羅斯沙皇尼古拉斯二世在未指定繼任者的情況下宣布退位，使同為俄羅斯帝國一部分的芬蘭大公國沒有了領導人與繼承人，進而引發芬蘭憲政危機，芬蘭大公國元老院（今芬蘭共和國議會）宣布元老院成為內政事務的最高權力機構。然而，俄羅斯共和國臨時政府並不接受這一決定，同時下令提前舉行元老院選舉，這一行動被芬蘭民族主義者視為違憲。芬蘭大公國元老院隨後於1917年10月1日和2日舉行了選舉。這次選舉的總投票率高於以往的選舉。親俄國社會民主工黨的社會主義政黨芬蘭社會民主工黨失去了在前兩次選舉中擁有的絕對多數席位，而非社會主義政黨加起來擁有了超過一半的席位。
1917年11月7日，十月革命爆發，芬蘭勞工運動在芬蘭成立革命委員會，芬蘭元老院在蘇維埃俄羅斯的支持下宣布芬蘭元老院為最高權力機構，並在12月4日成立由佩爾·埃溫德·斯溫胡武德為首的內閣政府，內閣政府於12月6日通過《芬蘭獨立宣言》，正式宣佈芬蘭獨立。
芬蘭獨立後，國內政局日益動盪，以佩爾·埃溫德·斯溫胡武德為首的保守政府以及傾向俄國社會民主工黨的進步組織芬蘭社會民主工黨關係日益惡化，加上列夫·托洛斯基與弗拉迪米爾·列寧不斷的支持芬蘭社會民主工黨發動起義奪取政權，芬蘭國會因而授權佩爾·埃溫德·斯溫胡武德政府全權建立一支陸軍以穩定秩序，這使得雙方徹底決裂，芬蘭社會民主工黨的成員因此聯合在一起，展開武裝衝突。
1918年1月27日，芬蘭內戰爆發。這場戰爭致國制在經濟和社會分裂的背景下發生，分別由芬蘭參議院領導的白軍，和由芬蘭社會主義工人共和國人民代表團領導的紅軍對抗。芬蘭內戰持續到5月16日，白軍在得到德意志帝國支持之後，終於佔領了紅軍的據點，贏得戰爭，使芬蘭不仅從俄羅斯國的控制轉向德意志帝國的影響之中，更重要的是，隨著德意志帝國在第一世界大戰失敗，芬蘭王國取得了屬於自己的獨立地位，確立了其共和體制。

### 共和制建立
德意志帝國在第一次世界大戰中失敗後，原本被票選為芬蘭國王的腓特烈·卡爾於12月14日宣佈退位，芬蘭王國自君主制變成了共和制，在此後，芬蘭歷經了戰間期與第二次世界大戰。